# 雇用の分野における男女の均等な機会及び待遇の確保等に関する法律
雇用の分野における男女の均等な機会及び待遇の確保等に関する法律（こようのぶんやにおけるだんじょのきんとうなきかいおよびたいぐうのかくほとうにかんするほうりつ、昭和47年7月1日法律第113号）は、男女の雇用の均等および待遇の確保に関する日本の法律である。1972年（昭和47年）に施行された「勤労婦人福祉法」が1986年（昭和61年）に題名を含めて改正され、その後の何度かの改正を経て現在の題名となった。通称は男女雇用機会均等法（だんじょこようきかいきんとうほう）。
所管官庁は厚生労働省である。

## 構成
- 第一章 総則（第1条〜第4条）
- 第二章 雇用の分野における男女の均等な機会及び待遇の確保等
  - 第一節 性別を理由とする差別の禁止等（第5条〜第10条）
  - 第二節 事業主の講ずべき措置（第11条〜第13条）
  - 第三節 事業主に対する国の援助（第14条）
- 第三章 紛争の解決
  - 第一節 紛争の解決の援助（第15条〜第17条）
  - 第二節 調停（第18条〜第27条）
- 第四章 雑則（第28条〜第32条）
- 第五章 罰則（第33条）
- 附則

## 目的、管掌等
この法律は、法の下の平等を保障する日本国憲法の理念にのっとり雇用の分野における男女の均等な機会及び待遇の確保を図るとともに、女性労働者の就業に関して妊娠中及び出産後の健康の確保を図る等の措置を推進することを目的とする（第1条）。この法律においては、労働者が性別により差別されることなく、また、女性労働者にあっては母性を尊重されつつ、充実した職業生活を営むことができるようにすることをその基本的理念とする（第2条）。そのために、事業主並びに国及び地方公共団体は、この基本的理念に従って、労働者の職業生活の充実が図られるように努めなければならない（第2条）。
- 「法の下の平等を保障する日本国憲法の理念」とは、国民の国に対する権利として「すべて国民は、法の下に平等であって、人種、信条、性別、社会的身分又は門地により、政治的、経済的又は社会的関係において差別されない」と規定した日本国憲法第14条の考え方をいい、同規定自体は私人間に直接適用されるものではないものの、その理念は一般的な平等原則として法の基礎となる考え方である。
- 「雇用の分野における男女の均等な機会及び待遇の確保を図る」には、企業の制度や方針における労働者に対する性別を理由とする差別を禁止することにより、制度上の均等を確保することのみならず、法第2章第3節に定める援助により実質的な均等の実現を図ることも含まれる。
- 「労働者」とは、雇用されて働く者をいい、「求職者」を含むものであること。
- 事業主の具体的義務の内容としては、法第2章に規定されているが、事業主は、それ以外の事項についても第2条の基本的理念に従い、労働者の職業生活の充実のために努力することが求められる（平成18年10月11日雇児発1011第2号）。

国及び地方公共団体は、雇用の分野における男女の均等な機会及び待遇の確保等について国民の関心と理解を深めるとともに、特に、雇用の分野における男女の均等な機会及び待遇の確保を妨げている諸要因の解消を図るため、必要な啓発活動を行うものとする（第3条）。厚生労働省では毎年6月を「男女雇用機会均等月間」と定め、職場において男女がともに能力を発揮できる社会の実現を目指して、男女雇用機会均等法等への社会一般の認識を深める機会としている。
厚生労働大臣は、雇用の分野における男女の均等な機会及び待遇の確保等に関する施策の基本となるべき方針（男女雇用機会均等対策基本方針）を定めるものとされ（第4条1項）、現在、運営期間を2017年度からおおむね5年間とする「第3次男女雇用機会均等対策基本方針」が制定されている（平成29年厚生労働省告示第72号）。男女雇用機会均等対策基本方針は、男性労働者及び女性労働者のそれぞれの労働条件、意識及び就業の実態等を考慮して定められなければならず、厚生労働大臣は、男女雇用機会均等対策基本方針を定めるに当たっては、あらかじめ、労働政策審議会の意見を聴くほか、都道府県知事の意見を求めるものとする（第4条3項、4項）。
男女の雇用機会の均等については、本法が制定される以前から裁判所による政策形成によって「どのようなケースが男女の雇用機会均等に反するか」といった体系ができあがっていて、本法は、施行当時はこの裁判所が作り上げた体系を越える内容は盛り込まれなかった。例えば、裁判所は定年、解雇に対しては積極的に新たな判断基準を示していった一方で、採用などの男女間の差に対しては、特にアプローチをしていなかったが、本法も定年や解雇については男女間の差別を禁止する一方で、採用などで努力規定しか盛り込んでいない。

## 男女の均等な機会及び待遇の確保
厚生労働大臣は、第5条~第7条及び第9条1項~3項の規定に定める事項に関し、事業主が適切に対処するために必要な指針を定めるものとする（第10条1項）。現在「労働者に対する性別を理由とする差別の禁止等に関する規定に定める事項に関し、事業主が適切に対処するための指針」（平成18年厚生労働省告示第614号）が告示されている。厚生労働大臣は、指針を定めるに当たっては、あらかじめ、労働政策審議会の意見を聴くものとする（第10条2項）。

### 性別を理由とする差別の禁止
事業主は、労働者の募集・採用、配置・昇進・降格・教育訓練、福利厚生、職種・雇用形態の変更、退職の勧奨・定年・解雇・労働契約の更新について、性別を理由として、差別的取扱いをしてはならない（第5条、第6条）。指針によれば、たとえば、募集・採用において以下のような措置は違法となる。
- 男性または女性についての募集又は採用する人数の限度を設けること（「男性10名、女性5名」など）
- 男性または女性を表す語を含む職種の名称を用いること（他方の性を排除しないことが明らかである場合を除く）
  - 「婦人警察官」→「女性警察官」（募集の際は単に警察官）
  - 「営業マン」→「営業職」
  - 「保母」→「保育士」
  - 「看護婦」→「看護師」
  - 「スチュワーデス」→「客室乗務員」
- 「男性歓迎」「女性歓迎」「男性向きの職種」「女性向きの職種」等の表示を行うこと
- 採用選考において、能力及び資質の有無等を判断する場合に、その方法や基準について男女で異なる取扱いをすること。
  - 募集又は採用に当たって実施する筆記試験や面接試験の合格基準を男女で異なるものとすること。
  - 男女で異なる採用試験を実施すること。
  - 男女のいずれかについてのみ、採用試験を実施すること。
  - 採用面接に際して、結婚の予定の有無、子供が生まれた場合の継続就労の希望の有無等一定の事項について女性に対してのみ質問すること。
    - 「結婚の予定の有無」、「子供が生まれた場合の継続就労の希望の有無」については、男女双方に質問した場合には、法には違反しないものであるが、もとより、応募者の適正・能力を基準とした公正な採用選考を実施するという観点からは、募集・採用に当たってこのような質問をすること自体望ましくない（平成18年10月11日雇児発1011第2号）。
- 採用活動において、男性（女性）に送付する会社の概要等に関する資料の内容を、女性（男性）に送付する資料の内容より詳細なものとすること
- 営業、基幹的業務、海外で勤務する職務等の配置に当たって、その対象を男性（女性）労働者のみとすること
- 昇進試験を実施する場合に、合格基準を男女で異なるものとすること
- 一定の役職を廃止するに際して、当該役職に就いていた男性（女性）労働者については同格の役職に配置転換するが、女性（男性）労働者については降格させること
- 教育訓練、工場実習、海外での留学による研修等の対象者を男性（女性）労働者に限ること
- 教育訓練の期間や課程を男女で異なるものとすること
- 一定の役職に昇進するための試験の合格基準として、男性の適性を考えた基準と女性の適性を考えた基準の双方を用意すること
- 結婚していることを理由に職種の変更や定年の定めについて男女で異なる取扱いをしていること
  - 特別支給の老齢厚生年金の定額部分の支給開始年齢に差があることを理由として男性の定年年齢より低い年齢を女性の定年年齢として定めることは、法違反とする。定年を特別支給の老齢厚生年金の定額部分の支給開始年齢と定める場合にも、事実上男性と女性の定年年齢を異ならせるものであるので、法違反とする。継続雇用制度の適用対象を特別支給の老齢厚生年金の定額部分の支給開始年齢に差があることを理由として男性のみとすることは、募集・採用に当たって、女性を排除することとなることから、法違反とする。継続雇用制度の適用対象を「特別支給の老齢厚生年金の定額部分を受給できない者」とすることは、募集・採用に当たり、事実上女性に対して男性と異なる条件を付すこととなることから、法違反とする（平成13年4月2日雇児発247号）。

事業主は、以下の措置については、当該業務の遂行上特に必要である場合、事業の運営の状況に照らして当該措置の実施が雇用管理上特に必要である場合その他の合理的な理由がある場合でなければ、これを講じてはならない（間接差別の禁止、第7条、施行規則第2条）。なお、本法で法違反として指導の対象となる間接差別はこの3例に限られ、争いのあるすべての事例が指導の対象となるわけではないが、これら以外の措置が一般法理としての間接差別法理の対象にならないとしたものではなく、司法判断において、民法等の適用に当たり間接差別法理に照らして違法と判断されることはあり得るものである（平成18年10月11日雇児発1011第2号）。
- 募集又は採用に当たって、労働者の身長、体重又は体力に関する事由を要件とすること
- 労働者の募集・採用・昇進・職種の変更に当たって、転居を伴う転勤に応じることができることを要件とすること
  - 平成26年改正により、これまで「総合職」のみであった本要件が、すべての職種に拡大されることとなった。
- 昇進に当たって、転勤（異なる事業場への配置転換）の経験があることを要件とすること

第5条、第6条、第7条にあたる差別的取り扱いについては不利に取扱う場合だけでなく有利に取扱う場合も含むが、事業主が、職場における男女の均等な機会及び待遇の確保の支障となっている事情を改善することを目的として女性労働者に関して行う措置（ポジティブ・アクション）を講ずることは認められる（第8条）。
- 男性労働者については、一般にこのような状況にはないことから、男性労働者に係る特例は設けられていない。
- 「支障となっている事情」とは、固定的な男女の役割分担意識に根ざすこれまでの企業における制度や慣行が原因となって、雇用の場において男女労働者の間に事実上の格差が生じていることをいうものであること。この格差は最終的には男女労働者数の差となって表れるものであることから、事情の存否については、女性労働者が男性労働者と比較して相当程度少ない状況にあるか否かにより判断する。第8条により特例とされる女性労働者に係る措置は、過去の女性労働者に対する取扱い等により女性労働者に現実に男性労働者との格差が生じている状況を改善するために暫定的、一時的に講ずることが許容されるものであり、指針の「相当程度少ない」状態にある限りにおいて、認められるものである。「相当程度少ない」とは、日本における全労働者に占める女性労働者の割合を考慮して、4割を下回っていることをいうものである（平成18年10月11日雇児発1011第2号）。

事業主は、本法に定める措置等並びに職場における男女の均等な機会及び待遇の確保が図られるようにするために講ずべきその他の措置の適切かつ有効な実施を図るための業務を担当する者（男女雇用機会均等推進者）を選任するように努めなければならない（第13条の2）。事業主は、この業務を遂行するために必要な知識及び経験を有していると認められる者のうちから当該業務を自己の判断に基づき責任をもって行える地位にある者を、1企業につき1人、自主的に男女雇用機会均等推進者として選任するものとする（施行規則第2条の5、令和2年2月10日雇均発0210第2号）。従来、ポジティブ・アクションの推進を図るため、人事労務管理の方針の決定に携わる者を「機会均等推進責任者」として選任するよう行政指導が行われてきたが（平成12年5月31日女発175号）、令和2年6月の改正法施行により法本則に位置づけられた。男女雇用機会均等推進責任者の職務は以下の通りである（令和2年2月10日雇均発0210第2号）。
1. 第8条、第11条第1項、第11条の2第2項、第11条の3第1項、第11条の4第2項、第12条及び第13条第1項に定める措置等の適切かつ有効な実施を図るための業務
  - ポジティブ・アクションの推進方策の検討、事業主に対する助言、具体的な取組の着実な実施の確保（第8条）のほか、職場におけるセクシュアルハラスメント、妊娠、出産等に関するハラスメントの防止のための措置や配慮（第11条第1項、第11条の2第2項、第11条の3第1項、第11条の4第2項）について、関係法令の遵守のために必要な措置等の検討・実施、事業主に対する助言等の業務をいうものであること。
2. 職場における男女の均等な機会及び待遇の確保が図られるようにするために講ずべきその他の措置の適切かつ有効な実施を図るための業務
  - 性別を理由とする差別の禁止等並びに男女同一賃金の原則及び労働基準法第64条の2から第67条までの母性保護の規定の遵守のために必要な措置等の検討・実施や事業主に対する助言等のほか、女性労働者が能力発揮しやすい職場環境の整備に関する関心と理解の喚起、その業務に関する都道府県労働局との連絡等の業務をいうものであること。
3. 女性の職業生活における活躍の推進に関する法律の規定による一般事業主行動計画に基づく取組や情報公表の推進のための措置の検討・実施や事業主に対する助言等の業務（附則第2条。女性活躍推進法の有効期限である令和8年3月31日までの間）

### 性別差別の例外事項
ただし、下記に掲げる場合において、募集、採用、配置、昇進において掲げる措置を講ずることは、性別にかかわりなく均等な機会を与えていない、又は性別を理由とする差別的取扱いをしているとは解されず、第5条及び第6条の規定に違反することとはならない。
- 芸術・芸能の分野における表現の真実性等の要請から、片方の性別に従事させることが必要である職業
  - 俳優、モデル等
- 守衛、警備員等防犯上の要請から、男性に従事させることが必要である職業
  - 現金輸送車の輸送業務等
- 宗教上、風紀上、スポーツ競技の性質上その他の業務の性質上、いずれか一方の性別に従事させることについて、上記2件と同程度の必要性があると認められる職業
  - 宗教上（神父、巫女等）
  - 風紀上（女子更衣室の係員等）
  - 業務の性質上（ホスト、ホステス、キャバ嬢等）
  - スポーツの実業団チームの男子部員、又は女子部員
- 労働基準法の規定[注 2]により、女性を就業させることができず、又は保健師助産師看護師法の規定[注 3]により、男性を就業させることができないことから、通常の業務を遂行するために、労働者の性別にかかわりなく均等な機会を与え、又は均等な取扱いをすることが困難であると認められる場合
- 風俗、風習等の相違により、男女のいずれかが、能力を発揮し難い海外での勤務が必要な場合、その他特別の事情により、労働者の性別にかかわりなく均等な機会を与え、又は均等な取扱いをすることが困難であると認められる場合

自衛官には潜水艦の乗員など一部の職種に配置制限があったが順次撤廃され、2028年の陸上自衛隊高等工科学校の共学化に伴い採用・任用区分において男女の差異がなくなる予定である。

### 不利益取り扱いの禁止
事業主は、女性労働者が婚姻し、妊娠し、又は出産したことを退職理由として予定する定めをしてはならず、女性労働者が婚姻したことを理由として、解雇してはならない（第9条1項、2項）。また事業主は、その雇用する女性労働者が妊娠したこと、出産したこと、労働基準法上の産前産後休業を請求し、又は産前産後休業をしたことその他の妊娠又は出産に関する事由であって厚生労働省令で定めるものを理由として、当該女性労働者に対して解雇その他不利益な取扱いをしてはならない（第9条3項）。第9条3項は強行規定であるので、これに違反する行為は無効となる（広島中央保健生協事件、最判平成26年10月23日）。なお、「厚生労働省令で定めるもの」としては、以下の通り挙げられている（施行規則第2条の2）。
- 妊娠したこと。
- 出産したこと。
- 第12条若しくは第13条1項の規定による措置（後掲）を求め、又はこれらの規定による措置を受けたこと。
- 労働基準法第64条の2第1号（坑内業務の就業制限）若しくは第64条の3第1項（妊産婦の危険有害業務の就業制限）の規定により業務に就くことができず、若しくはこれらの規定により業務に従事しなかったこと又は同法第64条の2第1号若しくは女性労働基準規則第2条2項（産婦に係る危険有害業務の就業制限の範囲）の規定による申出をし、若しくはこれらの規定により業務に従事しなかったこと。
- 労働基準法第65条1項（産前休業）の規定による休業を請求し、若しくは同項の規定による休業をしたこと又は同条第2項（産後休業）の規定により就業できず、若しくは同項の規定による休業をしたこと。
- 労働基準法第65条3項（軽易な業務への転換請求）の規定による請求をし、又は同項の規定により他の軽易な業務に転換したこと。
- 労働基準法第66条1項（変形労働時間制の制限）の規定による請求をし、若しくは同項の規定により1週間について同法第32条1項の労働時間若しくは1日について同条2項の労働時間を超えて労働しなかったこと、同法第66条2項（時間外労働及び休日労働の制限）の規定による請求をし、若しくは同項の規定により時間外労働をせず若しくは休日に労働しなかったこと又は同法第66条3項（深夜業の制限）の規定による請求をし、若しくは同項の規定により深夜業をしなかったこと。
- 労働基準法第67条1項（育児時間の請求）の規定による請求をし、又は同条第2項の規定による育児時間を取得したこと。
- 妊娠又は出産に起因する症状により労務の提供ができないこと若しくはできなかったこと又は労働能率が低下したこと。

妊娠・出産等の事由を契機として不利益取扱いが行われた場合は、原則として妊娠・出産等を理由として不利益取扱いがなされたと解される（平成27年1月23日雇児発0123第1号）。「契機として」とは、「時間的に近接して（原則として、妊娠・出産・育休等の事由の終了から1年以内に不利益取扱いがなされた場合）当該不利益取扱いが行われたか否かをもって判断すること」とされる。事由の終了から1年を超えている場合であっても、実施時期が事前に決まっている、又はある程度定期的になされる措置（人事異動（不利益な配置変更等）、人事考課（不利益な評価や降格等）、雇い止め（契約更新がされない）など）については、事由の終了後の最初のタイミングまでの間に不利益取扱いがなされた場合は「契機として」いると判断される。平成29年1月1日より、これらの不利益取扱いがあったことにより離職した者は、雇用保険の基本手当の受給に際して「特定受給資格者」として扱われ、一般の受給資格者よりも所定給付日数が多くなる。
妊娠中の女性労働者及び出産後1年を経過しない女性労働者に対してなされた解雇は無効となる（第9条4項）。すなわち、妊娠中及び出産後1年以内に行われた解雇を、裁判で争うまでもなく無効にするとともに、解雇が妊娠、出産等を理由とするものではないことについての証明責任を事業主に負わせる効果がある。このような解雇がなされた場合には、事業主が当該解雇が妊娠・出産等を理由とする解雇ではないことを証明しない限り無効となり、労働契約が存続することとなるものである（平成18年10月11日雇児発1011第2号）。

## 雇用管理上の措置

### ハラスメント防止措置
事業主は、職場において行われる性的な言動に対するその雇用する労働者の対応により当該労働者がその労働条件につき不利益を受け、又は当該性的な言動により当該労働者の就業環境が害されることのないよう、当該労働者からの相談に応じ、適切に対応するために必要な体制の整備その他の雇用管理上必要な措置を講じなければならない（セクハラ防止措置、第11条）。セクハラは異性に対してのみならず、同性に対するものも含まれる。
事業主は、職場において行われるその雇用する女性労働者に対する当該女性労働者の妊娠・出産等に関する言動により当該女性労働者の就業環境が害されることのないよう、当該女性労働者からの相談に応じ、適切に対応するために必要な体制の整備その他の雇用管理上必要な措置を講じなければならない（マタハラ防止措置、第11条の2）。平成29年1月よりマタハラについてもセクハラと同様の雇用管理上の措置が求められることっとなった。
事業主がこれらの事実を把握しながら必要な措置を講じなかったために離職した者は、基本手当の受給に際して「特定受給資格者」として扱われ、一般の受給資格者よりも所定給付日数が多くなる。厚生労働大臣は、これらの規定に基づき事業主が講ずべき措置に関して、その適切かつ有効な実施を図るために必要な指針を定めるものとする。
これらの措置の対象となるのは、正社員のみならず契約社員・パートタイム労働者等の非正規労働者を含むすべての労働者とされる。また派遣労働者に対する適用については、派遣元・派遣先双方を事業主とみなすこととされる（派遣元のみならず派遣先も事業主としての責任を負う）。

### 母性保護
事業主は、その雇用する女性労働者が母子保健法上の保健指導又は健康診査を受けるために必要な時間を確保することができるようにしなければならない（第12条）。
- 「保健指導又は健康診査を受けるために必要な時間」とは、健康診査の受診時間、保健指導を受けている時間、医療機関又は助産所等における待ち時間及び医療機関等への往復時間をあわせた時間である。その付与方法・付与単位については、通常、事業主が具体的に定めることになるが、その定め方によって、実質的に女性労働者の通院が妨げられることがあってはならない（平成9年11月4日基発第695号、女発第36号）。
- 女性労働者が妊娠中の場合、妊娠23週までは4週間ごとに1回、妊娠24週から35週までは2週間ごとに1回、妊娠36週から出産までは1週間ごとに1回（ただし、医師又は助産婦がこれと異なる指示をしたときは、その指示による）、必要な時間を確保することができるようにすること、また、女性労働者が出産後1年以内の場合、医師又は助産婦が保健指導又は健康診査を受けることを指示したときは、その指示により、必要な時間を確保できるようにすることとしている（施行規則第2条の4）。

事業主は、その雇用する女性労働者が保健指導又は健康診査に基づく指導事項を守ることができるようにするため、勤務時間の変更、勤務の軽減等必要な措置を講じなければならない（第13条1項）。厚生労働大臣は、この規定に基づき事業主が講ずべき措置に関して、その適切かつ有効な実施を図るために必要な指針を定めるものとし（第13条2項）、現在「妊娠中及び出産後の女性労働者が保健指導又は健康診査に基づく指導事項を守ることかできるようにするために事業主か講ずべき措置に関する指針」（平成9年労働省告示第105号）が告示されている。厚生労働大臣は、指針を定めるに当たっては、あらかじめ、労働政策審議会の意見を聴くものとする（第13条3項）。
- 指針では、妊娠中及び出産後の女性労働者が、健康診査等を受け、医師等から指導を受けた場合、その指導を守ることができるよう、事業主は下記に示す勤務時間の変更や勤務の軽減等を行うことが必要である。医師等の指導がない場合や不明確な場合にも、女性労働者を介して主治医や産業保健スタッフと連絡をとり判断を求めるなど、適切な対応が必要である。
  - 妊娠中の通勤緩和（時差通勤、勤務時間の短縮、交通手段・通勤経路の変更等）
  - 妊娠中の休憩に関する措置（休憩時間の延長、回数の増加、休憩時間帯の変更等）
  - 妊娠中または出産後の症状等に対応する措置（作業の制限、勤務時間の短縮、休業等）
- 指針では、事業主がその雇用する妊娠中及び出産後の女性労働者に対し、母性健康管理上必要な措置を適切に講ずるためには、当該女性労働者に係る指導事項の内容が当該事業主に的確に伝達され、かつ、講ずべき措置の内容が明確にされることが重要であり、このため、事業主は、母性健康管理指導事項連絡カードの利用に努めるものとする。

母性健康管理指導事項連絡カードは、多くの母子手帳にその様式が記載され、医師が病名や必要な対応策を記し、従業員が署名して事業主に提出する。事業主は記載された事項を守るよう求められるが、実際には「（カードの存在が）妊婦、企業双方に十分に知られていない。医療用語が多く、企業の担当者は困惑しているのでは」「（カードの）法律上の根拠を明確にして普及させていかないと、妊婦を守る仕組みがうまく機能しない」として、カードの周知がなされていないことが問題となっている。

## 勧告、公表
厚生労働大臣（厚生労働大臣が全国的に重要であると認めた事案に係るものを除き、事業主の事業場の所在地を管轄する都道府県労働局長に権限委任）は、この法律の施行に関し必要があると認めるときは、報告を求め、又は助言、指導若しくは勧告を行い（第29条、規則第14条）、勧告を受けた事業者が「募集及び採用（第5条）、配置、昇進、降格及び教育訓練（第6条1号）、福利厚生（第6条2号）、退職勧奨、定年、解雇及び労働契約の更新（第6条3号）、性別以外の事由を要件とする措置（第7条）における差別的取扱い禁止項目」に違反した、または「セクハラ防止措置（第11条）、マタハラ防止措置（第11条の2）、妊娠中及び出産後の健康管理に関する措置（第12条、第13条1項）」を怠ったことによる勧告に従わなかった場合は、その旨を公表することができる（第30条）。第29条の報告をせず、又は虚偽の報告をした者は、20万円以下の過料に処する（第33条）。これらが違反者に対する実質上の社会的制裁として、一定の拘束力は有しているとされる。第30条に基づく公表としては2015年（平成27年）に1件の公表事案がある。
厚生労働省「平成29年度都道府県労働局雇用均等室での法施行状況」によれば、第29条に基づき雇用管理の実態把握を行った事業所は8,222事業所。そのうち、何らかの男女雇用機会均等法違反が確認されたのが6,912事業所(84.1%)であり、これに対し、14,595件の是正指導を実施している。指導事項は、「妊娠・出産等に関するハラスメント」（第11条の2関係）が5,764件(39.5%)と最も多く、次いで「セクシュアルハラスメント」（第11条関係）の4,458 件(30.5%)、「母性健康管理」（第12条、第13条関係）に関する指導が4,248件(29.1%)となっている。

## 変遷
年月日は、施行日。
1. 1972年（昭和47年）7月1日 - 「勤労婦人福祉法」
2. 1986年（昭和61年）4月1日 - 「雇用の分野における男女の均等な機会及び待遇の確保等女子労働者の福祉の増進に関する法律」
3. 1997年（平成9年）10月1日 - 「雇用の分野における男女の均等な機会及び待遇の確保等女性労働者の福祉の増進に関する法律」
4. 1999年（平成11年）4月1日 - 「雇用の分野における男女の均等な機会及び待遇の確保等に関する法律」
5. 2007年（平成19年）4月1日 - 同法改正法施行

元は1972年に「勤労婦人福祉法」として制定・施行されたが、女子に対するあらゆる形態の差別の撤廃に関する条約（女子差別撤廃条約）批准のため、1985年の改正により「雇用の分野における男女の均等な機会及び待遇の確保等女子労働者の福祉の増進に関する法律」となる。同時に、労働基準法も妊産婦などの育児時間や出産前後の休みの規定など65条以下があわせて改正された（労働基準法第6章の2）。当時の労働法制では賃金についてのみ男女差別を禁じていた（労働基準法第4条）ので、新たな立法が必要となった。
この法律は当時の国会が男女の差別を無くすために制定したというよりは、女子差別撤廃条約によって1985年（これは、「女性の10年」の最後の年に当たる）までに法律を整備する必要に迫られていたため、制定した、という意見がある。とはいえ、まずは女性に対する包括的な差別禁止を宣言した立法としての意義を持っている。

### 1999年改正による禁止規定
1999年4月1日の改正により、募集・採用、配置・昇進、教育訓練、福利厚生、定年・退職・解雇において、男女差をつけることが禁止された。制定当初、募集・採用、配置・昇進については「努力目標」とするにとどまっていたが、この改正で禁止規定とした。
また、労働基準法の改正（1997年）とも連動するが、女性に対する深夜労働・残業や休日労働の制限（女子保護規定）が撤廃されている。この改正以降、主なものに鉄道（列車）と路線バスの乗務員・工事業者のトラック運転手など、深夜勤務が必然的に伴う職業への女性の就業が増加している。